# Matthew Foreman

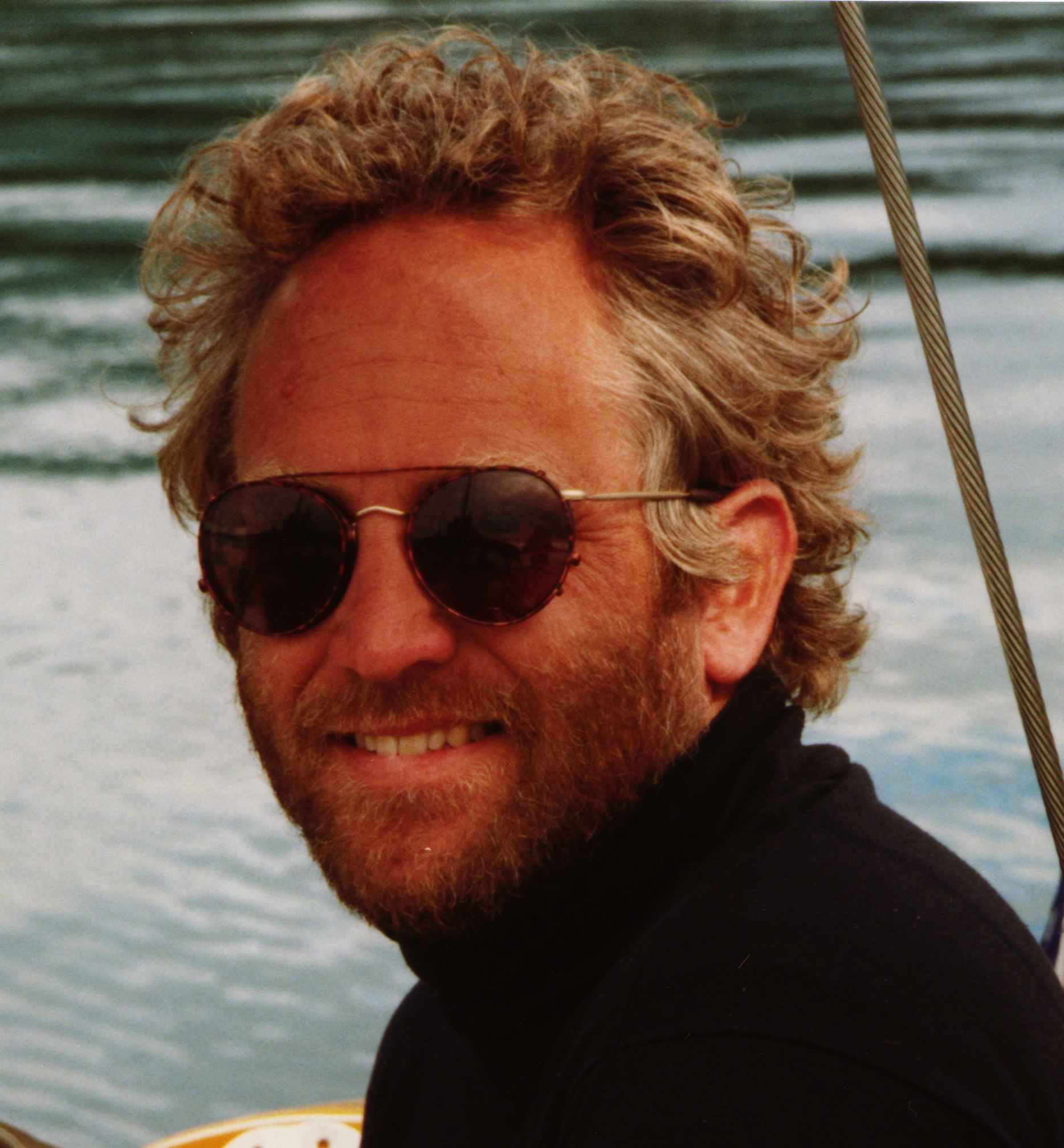
Matt Foreman

Matthew Dean Foreman (* 21. März 1957 in Los Alamos) ist ein US-amerikanischer Mathematiker, der sich mit den Grundlagen der Mathematik, Axiomatischer Mengenlehre und speziell großen Kardinalzahlen, und mit Deskriptiver Mengenlehre, mit Ergodentheorie und Dynamischen Systemen befasst.

## Leben
Foreman studierte an der University of Colorado (Bachelor-Abschluss 1975) und wurde 1980 an der University of California, Berkeley, bei Robert Solovay promoviert (Large cardinals and model theoretic transfer properties). Als Post-Doktorand war er bis 1982 an der University of California, Los Angeles, 1983/84 an der Hebräischen Universität und 1984 bis 1986 am Caltech. Ab 1986 war er Associate Professor für Mathematik (ab 1990 auch für Philosophie) an der Ohio State University. Er ist Professor an der University of California, Irvine.
Er bewies 1988 mit Menachem Magidor und Saharon Shelah die Konsistenz einer Verallgemeinerung von Martins Axiom (Martin´s Maximum).
Mit W. Hugh Woodin zeigte er die Konsistenz der Aussage, dass die Verallgemeinerte Kontinuumshypothese für jede unendliche Kardinalzahl falsch ist.
Er befasste sich mit Deskriptiver Mengenlehre und deren Anwendung in der Ergodentheorie (wobei er mit Benjamin Weiss zusammenarbeitet).
1994 zeigte er mit Randall Dougherty, das es Banach-Tarski-Zerlegungen der Einheitskugel gibt, in denen die Mengen die Baire-Eigenschaft besitzen. Damit lösten sie ein 1930 von Edward Marczewski gestelltes Problem. Mit F. Wehrung zeigte er 1991, dass aus dem Satz von Hahn-Banach die Existenz nicht Lebesgue-messbarer Mengen folgt.
1998 war er Invited Speaker auf dem Internationalen Mathematikerkongress in Berlin (Generic large cardinals. New axioms for arithmetic ?) und wurde als Gödel-Lecturer 2021 ausgewählt.
Er ist passionierter Segler, der auch schon Preise (Ullman Trophy) gewann.

## Schriften
- Herausgeber mit Akihiro Kanamori Handbook of Set Theory, 3 Bände, Springer Verlag 2010